# 청라초등학교
청라초등학교는 대한민국 충청남도 보령시 청라면 나원리에 있는 공립 초등학교이다.

## 학교 연혁
- 1923년 5월 10일 청라공립보통학교(4년제) 개교
- 1927년 3월 31일 6년제 인가
- 1938년 4월 1일 청라공립심상소학교로 개칭
- 1941년 4월 1일 청라공립국민학교로 개칭
- 1996년 3월 1일 청라초등학교로 개칭
- 2017년 2월 10일 제89회 졸업(총 6,842명)
- 2017년 3월 1일 초등학교 6학급, 병설유치원 1학급 편성

## 참고 자료
- 청라초등학교 - 한국교육학술정보원 학교알리미